# Краненбург (Нижний Рейн)
Краненбург (нем. Kranenburg) — община в Германии, в земле Северный Рейн-Вестфалия.
Подчиняется административному округу Дюссельдорф. Входит в состав района Клеве. Население составляет 9,9 тыс. человек (2009); в 2000 г. — 9,2 тысяч. Занимает площадь 76,96 км².
Коммуна подразделяется на 9 сельских округов.

## Население
| Год  | Численность |
| ---- | ----------- |
| 2010 | 9963        |

| Год  | Численность | Численность |
| ---- | ----------- | ----------- |
| 1975 | 7867        | [ 4 ]       |
| 2015 | 10 648      |             |
| 2017 | 10 576      | [ 1 ]       |
| 2019 | 10 632      | [ 5 ]       |
| 2021 | 11 087      | [ 6 ]       |
| 2022 | 11 181      | [ 7 ]       |
| 2023 | 11 380      | [ 2 ]       |

## Личности
- Альфонс ван дер Гринтен (1852-1921) — американский картограф немецкого происхождения. В 1904 году создал картографическую проекцию, известную под названием проекция Ван дер Гринтена.
- Роберт Ниппольдт (* 1977) — художник-иллюстратор, графический дизайнер и оформитель книг.